# Montserrat Carulla i Ventura
|  | Aquest article tracta sobre l'actriu catalana. Si cerqueu l'empresària i mecenes catalana, vegeu «Montserrat Carulla i Font». |

Montserrat Carulla i Ventura (Barcelona, 19 de setembre de 1930 – Barcelona, 24 de novembre de 2020) va ser una actriu catalana.

## Biografia
Començà fent teatre amateur i estudià alguns cursos a l'Institut del Teatre de Barcelona al final dels anys 1940. Fins al 1960 no començà a treballar en el teatre professional amb Soparem a casa, El fiscal Recasens i l'adaptació de Romeo i Julieta de Josep Maria de Sagarra. Marxà dues temporades a Madrid i tornà a Barcelona el 1964. Des d'aleshores va participar en nombroses obres de teatre, en films i en algunes sèries de televisió, com Secrets de família (1995), Dones d'aigua (1997) o El cor de la ciutat (2000) de Televisió de Catalunya o Hospital Central de Telecinco.
També va cursar Història de l'Art a la Universitat de Barcelona de 1970 a 1976 i va fer de dobladora al català i castellà en films estrangers. Entre altres, va doblar Nora Swinburne a la pel·lícula Quo Vadis en el paper de Pompònia Grecina, Françoise Faucher a Agnès de Déu, i Kathryn Hunter a Harry Potter i l'orde del Fènix en el personatge d'Arabella Figg.
L'any 1992 fou guardonada amb el Premi Margarida Xirgu. El 1995 va rebre la Creu de Sant Jordi i el 1999 la Medalla d'Or al Mèrit Artístic. També és Medalla d'Or de la Generalitat de Catalunya l'any 2008. El colofó de guardons al mèrit artístic el va rebre a la Gala Gaudí, celebrada el 3 de febrer del 2013 a Barcelona, on va ser guardonada amb el Premi Gaudí d'Honor per la seva trajectòria artística.
L'any 2009 va ser encarregada de realitzar el pregó de les Festes de la Mercè, conjuntament amb la seva filla Vicky Peña, amb un emotiu discurs en el qual les dues actrius van retre homenatge el teatre català de postguerra. Fora de l'àmbit professional, va mantenir una forta implicació amb el moviment independentista català, al qual donava suport mitjançant xerrades a diferents actes públics d'entitats com l'Assemblea Nacional Catalana.
Va estar casada amb Felip Peña, fou mare d'Isabel Peña, que va treballar a Televisió Espanyola; de la guionista i adaptadora i directora de doblatge Marina Peña; de la també actriu Vicky Peña, i del director Roger Peña. Va ser àvia de l'actriu Miranda Gas Peña.

## Trajectòria professional

### Teatre
- Fútbol de nit (1956 - 1957), de Xavier Regàs i Joaquim Muntanyola. Dir. Esteve Polls.
- Soparem a casa (1959), de Josep Maria de Sagarra. Estrenada al teatre Romea de Barcelona.
- El fiscal Requesens (1961), de Josep Maria de Sagarra. Estrenada al teatre Candilejas de Barcelona.
- Romeu i Julieta (1960), de William Shakespeare
- Com si fos un tros de vida (1961), d'Eduardo Criado. Dir. Francisco Díaz.
- La gran aventura (1961), de Jaime Salom. Dir. Francisco Díaz.
- Joc de taula/Les golfes (1962), de Jaume Gras. Dir. Antoni Chic i Francisco Díaz.
- M'agrada aquesta dona (1962), de Louis Verneuil. Dir. Francisco Díaz.
- Fang (1963), d'Eduardo Criado. Dir. Esteve Polls.
- Don Juan Tenorio (1963), de José Zorrilla. Dir. Pau Garsaball.
- Bon Nadal, Mr. Scrooge (1963), de Charles Dickens. Dir. Esteve Polls.
- Poema de Nadal (1963), de Josep Maria de Sagarra. Dir. Esteve Polls.
- Alma negra (1964), de Giuseppe Patroni Griffi. Dir. Carlos Lucena.
- Mucho ruido y pocas nueces (1964), de William Shakespeare. Dir. Ramiro Bascompte.
- Casandra (1964), de Joaquín Buixó. Dir. Ramiro Bascompte.
- Els fugitius de la Plaça Reial (1964), de Sempronio. Dir. Ramiro Bascompte.
- El cerco (1965), de Claudio de la Torre. Dir. Claudio de la Torre.
- El zapato de raso (1965), de Paul Claudel. Dir. José Luis Alonso.
- A Electra le sienta bien el luto (1965), d'Eugene O'Neill. Dir. José Luis Alonso.
- El señor Adrián el primo (1966), de Carlos Arniches. Dir. José Luis Alonso.
- La dama duende (1966), de Pedro Calderón de la Barca. Dir. José Luis Alonso.
- Don Juan Tenorio (1967), de José Zorrilla. Dir. Mario Cabré.
- La vida sentimental (1968), de Louis Velle. Dir. Antoni Chic.
- L'enterrament és a les quatre (1968 - 1969), de Joan Vila Casas. Dir. Antonio Chic.
- Pigmalió (1969 - 1970), de George Bernard Shaw, adaptació de Joan Oliver i direcció d'Antoni Chic. Estrenada al teatre Romea de Barcelona.
- El món per un forat (1969), de Joan Mas. Dir. Antoni Chic.
- Flor de cactus (1970), de Pierre Barillet i Jean-Pierre Grédy. Dir. Sergi Schaaff.
- La ira del humo (1970), d'Antonio Buero Vallejo. Dir. Juan German Schroeder.
- Mort de dama (1970), de Llorenç Villalonga. Dir. Ricard Salvat.
- 40 quilates (1970), de Pierre Barillet i Jean-Pierre Grédy. Dir. Alberto Closas.
- El caballero de Olmedo (1971), de Lope de Vega. Dir. Ricard Salvat.
- La filla del mar (1971), d'Àngel Guimerà. Dir. Ricard Salvat.
- Exiliados (1971), de James Joyce. Dir. Antoni Chic.
- Un pobre diable. (1972), de Xavier Regàs. Dir. Joan Borràs
- Les alegres casades de Windsor (1972 - 1973), de William Shakespeare. Dir. Antoni Chic.
- Macbett (1973), d'Eugen Ionescu. Dir. José María Morera.
- El señor de Pigmalión (1974), de Jacinto Grau. Dir. Esteve Polls.
- Las Troyanas (1974), d'Euripides. Dir. Esteve Polls.
- Los hijos del sol (1974), de Maxim Gorky. Dir. Esteve Polls.
- El criat de dos amos (1974 - 1975), de Carlo Goldoni. Dir. Esteve Polls.
- Roses roges per a mi (1976), de Sean O'Casey. Dir. Just Segarra, Francesc Nel·lo i Josep Montanyès.
- Homenatge a García Lorca. (1976),
- Equus (1976 - 1978), de Peter Schaffer. Dir. Manuel Collado.
- Las planchadoras (1978), de Manuel Martínez Mediero. Dir. Antonio Corencio.
- La gata sobre el tejado de zinc caliente (1979), de Tennessee Williams. Dir. José Luis Alonso.
- Hamlet (1980), de William Shakespeare. Dir. Pere Planella.
- Panorama desde el puente (1980), de Arthur Miller. Dir. José Luis Alonso.
- La viuda trapella (1981), de Carlo Goldoni. Dir. Antoni Chic. En adaptació de Maria Aurèlia Capmany.
- Revolta de bruixes (1981 - 1982), de Josep M. Benet i Jornet. Dir. Josep Montanyès i Josep M. de Sagarra.
- Primera història d'Esther (1982), de Salvador Espriu. Dir. Lluís Pasqual..
- Tribute to Lluís Nonell. (1982),
- Maria Rosa (1983), de Àngel Guimerà. Dir. John Strasberg.
- Luces de bohemia (1984 - 1985; 1987), de Ramón María del Valle Inclán. Dir. Lluís Pasqual..
- Avui, Romeo i Julieta (1987), de Josep Palau i Fabre
- Fantasio (1988), de Alfred de Musset. Dir. Josep Maria Mestres.
- El temps i els Conway (1992 - 1993), de J. B. Priestley. Dir. Mario Gas.
- Àngels a Amèrica (1996 - 1997), de Tony Kushner. Dir. Josep Maria Flotats.
- Guys & Dolls (1998), de Damon Runyon, Frank Loesser, Jo Swerling i Abe Burrows. Dir. Mario Gas.
- La reina de la bellesa de Leenane (1998 - 2000), de Martin McDonagh. Dir. Mario Gas.
- A Little Night Music (Música per a una nit d'estiu) (2000 - 2001), de Stephen Sondheim i Hugh Wheeler. Dir. Mario Gas.
- Paraules contra la guerra. (2003). Dir. Mario Gas.
- Almenys no és Nadal (2004), de Carles Alberola. Dir. Tamzin Townsend.
- La plaça del diamant (2004 - 2005), de Mercè Rodoreda. Dir. Joan Ollé.
- Recordant Miquel Martí i Pol. (2004). Dir. Joan Lluís Bozzo
- Palau al Palau. (2005). Dir. Hermann Bonnín
- Barcelona, mapa de sombras (2006), de Lluïsa Cunillé. Dir. Laila Ripoll.
- Coral romput (2008), de Vicent Andrés Estellés. Dir. Joan Ollé.
- Itinerari de paraules (2008 - 2009), de Mercè Rodoreda, Pío Baroja, Pere Calders, Sergi Pàmies, Quim Monzó, Salvat-Papasseit, Joan Margarit i León Felipe. Dir. Montserrat Carulla.
- El quadern gris (2009 - 2011), de Josep Pla.[8] Dir. Joan Ollé.
- El jardí dels cinc arbres (2009), de Salvador Espriu. Dir. Joan Ollé.
- La música (2010), de Marguerite Duras. Dir. Zep Santos.
- Rebels amb causa (2010), de Joan Ollé. Dir. Joan Ollé.
- Nô (2010), de Yukio Mishima. Dir. Joan Ollé.
- Joan Maragall, la llei de l'amor (2010), de Joan Maragall, Carles Guillén i Joan Ollé. Dir. Joan Ollé.
- Estimat Coma. Dira. (2011). Dir. Xavier Albertí i Joan Ollé
- Homenatge institucional i popular a Josep Maria de Sagarra. (2012). Dir Joan Ollé
- El vas de plata (2012), d'Antoni Marí
- Benefit Gala: No esteu sols! (2012).
- Institut del Teatre, 100 anys. Petits moments de vida. (2013). Dir. Joan Ollé
- M (2013), d'Helena Pla. Dir. Ester Nadal (veu),
- Recordant la Fedra (2013), de Salvador Espriu. Dir. Lluís Pasqual.
- Degustació. De l'edat de pedra al Celler de Can Roca. (2013). Dir. Joan Ollé
- La iaia (2013 - 2016), de Roger Peña. Dir. Roger Peña. Amb la qual ha fet més de 600 representacions[4]
- Teatre-Auditori Sant Cugat: 20 anys. (2013).
- 10 anys recordant Miquel Martí i Pol. (2013). Dir. Josep M. Mestres
- Pensem un desig!. (2013). Dir. Julio Manrique
- Pauline Viardot, un retrat musical (2013).
- Marató d'actrius. Palau Robert, BCN. (2016).
- La música de les paraules. (2016). Dir. Roger Peña

### Televisió
- La saga dels Rius (1976-1977), Televisió Espanyola.
- La comedia (1983)
- La comedia dramática española (1986)
- La claror daurada (1989)
- El temps i els Conway (1993)
- Oh! Europa (1994)
- Secrets de família (1995), Telenovel·la de TVC.[2]
- Oh! Espanya (1996-1997)
- Dones d'aigua (1997), Telenovel·la de TVC.[2]
- Laberint d'ombres (1998), Telenovel·la de TVC.
- El cor de la ciutat (2000), Telenovel·la de TVC.
- Hospital Central (2006)
- Elles et moi (2008)
- El cor de la ciutat (2000-2008)[2]
- Las manos del pianista (2008)
- Serrallonga (2008)
- Crematorio (2011), Canal+.
- La Riera (2012), Telenovel·la de TVC.
- Sé quién eres (2017)

### Cinema
- Surcos (1951) de José Antonio Nieves Conde
- Vida de família (1963) de Josep Lluís Font
- Cambio de sexo (1977) de Vicente Aranda
- Companys, procés a Catalunya (1979) de Josep Maria Forn i Costa
- El vicari d'Olot (1982) de Ventura Pons
- La rebelión de los pájaros (1982)
- Venid y vamos todos con flores amarillas (1995)
- Tu nombre envenena mis sueños (1996)
- Carreteras secundarias (1997) d'Emilio Martínez-Lázaro
- El pianista (1998) de Mario Gas
- La ciutat dels prodigis (1999) de Mario Camus
- Mala uva (2004)
- Working Class (2005)
- Papallona negra (Mariposa negra) (2005)
- L'orfenat (2007) de Juan Antonio Bayona[2]
- Siempre hay tiempo (2009)
- Orson West (2010)
- Urteberri on, amona! (2011)
- Clara Campoamor, la dona oblidada (2011)
- Barcelona, nit d'hivern (2015)[2]

## Premis i nominacions

### Premis
- 1992 Premi Margarida Xirgu per El temps i els Conway[9]
- 1995 Premi Creu de Sant Jordi
- 1999 Medalla d'Or al Mèrit Artístic
- 1999 Premi Butaca a la millor actriu teatral, per La reina de la bellesa de Leeane[10]

- 2001 Premis Max - Millor actriu de repartiment, per A Little Night Music (Música para una noche de verano)[11]
- 2008 Medalla d'Or de la Generalitat de Catalunya
- 2013 Gaudí d'Honor

### Nominacions
- 1999 Premis Max - Millor actriu protagonista, per La reina de belleza de Leenane (finalista)[12]
- 2000 Premis Max - Millor actriu protagonista, per La reina de belleza de Leenane (finalista)[13]